# Fnord

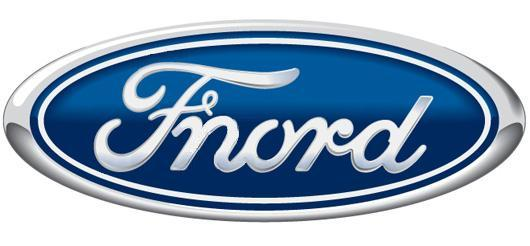
Parodie du logo Ford.

Fnord est un mot créé en 1965 par Kerry Thornley et Greg Hill dans le texte religieux Principia Discordia. Il est entré dans la culture populaire après être apparu dans The Illuminatus ! (1975), une trilogie romanesque dystopique écrite par Robert Shea et Robert Anton Wilson. Dans ces textes, l'interjection fnord se voit accorder un pouvoir hypnotique sur les « non-éclairés ». Pour le reste de leur vie, chaque apparition du mot génère inconsciemment un sentiment de malaise et de confusion qui empêche une considération rationnelle du texte dans lequel il apparaît.
Le mot a été utilisé dans la culture des groupes de discussion et des hackers pour indiquer l'ironie, l'humour ou le surréalisme. Le placement à la fin d'une déclaration (fnord) signale une phrase aléatoire ou surréaliste, ou à tout ce qui est discordant hors contexte, intentionnel ou non. Il est parfois utilisé comme variable métasyntaxique en programmation. Fnord apparaît dans le film de recrutement Church of the SubGenius Arise ! et a été utilisé dans le groupe de discussion SubGenius alt.slack.